# Щукін Олександр Миколайович
Олександр Миколайович Щукін (10 (22) липня 1900, Петербург — 1990) — радянський учений в області радіотехніки і радіофізики, автор праць з теорії та методів розрахунку далекої короткохвильової зв'язку, засновник теорії підводного прийому радіосигналів. Академік АН СРСР, генерал-лейтенант-інженер, двічі Герой Соціалістичної Праці.

## Вибрані публікації
- Теория вероятностей и экспериментальное определение характеристик сложных объектов, М.— Л., 1959;
- Динамические и флюктуационные ошибки управляемых объектов, М., 1961;
- Теория вероятностей и её применение в инженерно-технических расчётах, М., 1974.

## Нагороди
- У 1956 році академік А. Н. Щукін був удостоєний звання Героя Соціалістичної Праці.
- У 1975 році нагороджений другою золотою медаллю «Серп і Молот».
- Нагороджений також п'ятьма орденами Леніна, орденом Жовтневої Революції, двома орденами Червоної Зірки, медалями.
- За роботи в галузі розповсюдження радіохвиль, теорії радіозв'язку, теорії радіозавад у 1952 р. удостоєний Сталінської, а в 1957 р. — Ленінської премій.